# Bodung
Bodung là một làng nằm ở Na Uy.